# Algoasaure
L'algoasaure (Algoasaurus) és un gènere de dinosaure sauròpode que va viure entre el Titonià (Juràssic superior) i el Valanginià inferior (Cretaci inferior). Les seves restes fòssils s'han trobat a la formació de Kirkwood a la Província del Cap, Sud-àfrica. Fou un neosauròpode; tot i que sovint s'assigna als titanosàurids, no hi ha cap prova per a això, i revisions recents han considerat que és un sauròpode indeterminat.
L'espècie tipus, A. bauri, va ser anomenada per Robert Broom l'any 1904 a partir d'una vèrtebra dorsal, un fèmur i una falange. Els fòssils foren recuperats l'any 1903 en una pedrera per un treballador que no els va reconèixer com un espècimen de dinosaure, així moltes de les mostres foren convertides en totxos i així foren destruïdes. L'animal deuria fer uns 9 metres de longitud en el moment de morir.